# Daniel Moreno Heredia
Daniel Moreno Heredia (Galapa, Atlántico, Colombia; 7 de mayo de 1996) es un futbolista colombiano. Juega como centrocampista y actualmente está sin equipo.

## Clubes
| Club               | País     | Año         |
| ------------------ | -------- | ----------- |
| Barranquilla F. C. | Colombia | 2015 - 2017 |
| Atlético Huila     | Colombia | 2018        |
| Atlético           | Colombia | 2019 - 2021 |
| Real Cundinamarca  | Colombia | 2021 - 2023 |